# Broken (pel·lícula de 1993)
Broken (coneguda informalment com The Broken Movie) és un curtmetratge musical de terror i un vídeo musical de llarga durada de l'any 1993 filmat i dirigit per Peter Christopherson. Es basa en una idea de Trent Reznor, fundador de la banda de rock industrial Nine Inch Nails, i és una peça acompanyant de l'EP Broken de Nine Inch Nails de 1992.
La pel·lícula inclou cançons de Broken i és essencialment una recopilació dels seus vídeos musicals (a excepció de "Last" i dues cançons ocultes). La pel·lícula, de només 20 minuts de durada, uneix els quatre vídeos musicals de l'àlbum a través d'una violenta seqüència d'enquadrament de "pel·lícula snuff", que conclou amb un vídeo inèdit per a la cançó final de l'EP "Gave Up" per establir la conclusió de la història del marc de la pel·lícula a la cançó.
A causa del seu contingut extremadament gràfic, Broken mai es va llançar oficialment, però es va filtrar per un circuit pirata que es va difondre molt en VHS als anys noranta i més recentment en línia. Reznor va dir que Broken fa que el vídeo musical de "Happiness in Slavery", una de les cançons de l'àlbum, "sembli una pel·lícula de Disney".
Malgrat que els comentaris de Reznor sobre la pel·lícula han estat força enigmàtics, no n'amaga l'existència. De fet, es pot veure la pel·lícula sencera i sense censura a través d'un enllaç ocult que es troba a la secció de discografia del lloc web oficial de Nine Inch Nails.

## Argument
La pel·lícula comença amb una escena impactant en què una persona és executada per penjament. Quan s'obre la trampa, la persona cau amb un somriure serè al rostre. A continuació, la pel·lícula fa un tall i mostra imatges d'un vídeo casolà enregistrat des de l'interior d'un cotxe que travessa diverses parts d'una ciutat, començant pels suburbis de classe mitjana i arribant, literalment, a l'altre costat de les vies, fins a una zona industrial en decadència. El cotxe s'acosta a un jove que camina per la vorera. Gairebé immediatament després, es veu el noi en un soterrani, lligat amb un cinturó de seguretat a una cadira i emmordassat, mentre és obligat a veure la televisió.
Llavors es reprodueix el vídeo musical de "Pinion". Comença en un bany. La càmera fa zoom sobre un vàter i es mostra una xarxa de canonades que condueixen a un enginy amb un gran sistema d'engranatges i un manòmetre. A mesura que la càmera s'allunya, es mostra un vestit ajustat com una bossa de plàstic suspès en una cel·la encoixinada amb sis barres al costat, amb l'extrem de les canonades connectat a la porció de la boca amb aigua brollant, presumiblement per ofegar la persona a l'interior. Una interpretació alternativa és que la persona lligada a dins s'està alimentant amb els "residus del món" que surten per les canonades.
Tornant al vídeo amateur, l'assassí, amb una mena de màscara de cuir, estira el cap de la víctima cap enrere i l'obliga a beure algun tipus de líquid d'un bidó. La meitat del vídeo musical de "Wish" es torna a interrompre per imatges d'aficionats, que mostren la víctima encadenada a una taula amb un gran taquet d'una substància fosca a la cara. Quan es veu a l'assassí posant-se els pantalons, se sol suposar que la substància és la femta. Després d'acabar el vídeo, l'assassí rebobina repetidament a la part del vídeo musical on Trent Reznor crida "fist fuck⁣!" i comença a fregar-se el puny.
El vídeo de "Help Me I Am in Hell" mostra un home de mitjana edat en una habitació plena de mosques. Ell ho ignora mentre menja bistec i beu vi, malgrat que les mosques li entren a la boca mentre menja. El vídeo es talla diverses vegades per mostrar el mateix home amb equip de bondage. Aquest vídeo es va ocultar a la filtració més destacada, i ara es creu generalment (encara que no s'ha demostrat) que forma part de la pel·lícula completa, però Reznor l'ha ocultat a la còpia publicada com a bootleg. Més tard, Reznor va admetre haver distribuït diferents còpies de Broken als seus amics, cadascuna amb una part diferent del vídeo oculta perquè pogués identificar el culpable si acabava filtrada.
Després del vídeo musical, es mostra la víctima encara lligada a una taula mentre l'assassí procedeix a arrencar-li les dents. Comença el vídeo de "Happiness in Slavery⁣", que va ser prohibit pels canals de vídeos musicals de tot el món. La part més coneguda de la pel·lícula, presenta l'artista Bob Flanagan despullant-se i instal·lant-se en una màquina que el tortura, el viola i el mata abans de triturar-lo per fertilitzar un tros de terra sota la màquina.
La pel·lícula acaba amb el vídeo musical de "Gave Up⁣", que és un vídeo diferent del de Closure, ja que no és un vídeo real de Nine Inch Nails, sinó la música de la banda sonora sobre la història de la pel·lícula. En aquest punt, la víctima està suspesa del sostre i és atacada repetidament per l'agressor, primer amb una fulla afilada i després amb un bufador, després de la qual cosa l'assassí talla el penis de la víctima amb una navalla, mentre surt la filmació de la policia buscant pel soterrani i es mostra la troballa de restes de víctimes anteriors.
Finalment, la pel·lícula mostra la víctima lligada a una taula, mentre l'assassí li amputa les extremitats amb una motoserra, el viola i li obre el pit per menjar-se el cor. Després, la narració torna a l'escena de l'execució, on es veu de nou l'assassí caure per una trapa amb un somriure al rostre. Es precipita per un túnel immensament llarg fins que, de sobte, la corda s'estira. Trenta segons després, amb la pel·lícula ja acabada, una pantalla negra sense àudio mostra el cap decapitat de l'assassí volant per la pantalla.

## Repartiment i participació
Gran part del repartiment, a part de Bob Flanagan a "Happiness in Slavery" i la mateixa banda a "Wish", és desconegut. La pel·lícula i el vídeo "Wish" van ser dirigits pel pioner de la música industrial Peter Christopherson de la banda Throbbing Gristle i cofundador d'Industrial Records, encara que els altres vídeos musicals van ser dirigits per altres persones: "Pinion" i "Help Me I Am in Hell" s'atribueix a Eric Goode i Serge Becker, mentre que "Happiness in Slavery" s'atribueix a Jon Reiss.

## Producció
Broken es va crear com a peça acompanyant de l'EP del mateix nom després que Reznor volgués crear un projecte artístic basat en l'EP amb Christopherson, que pretenia que la peça fos "un comentari sobre l'existència de pel·lícules snuff i l'obsessió de la gent per elles". En aquell moment, però, Reznor estava gravant a la casa on es van cometre els assassinats de Tate; i en veure el vídeo el va posar incòmode, així que el projecte es va arxivar, encara que no abans que Reznor distribuís unes quantes còpies en VHS. El mateix Christopherson va expressar el seu pesar per la popularitat final de la pel·lícula: tot i que pretenia que la pel·lícula fos òbviament falsa, la degradació de la qualitat a mesura que les cintes es copiaven una vegada i una altra han fet la distinció i les seves "pistes força òbvies", com ara l'ús d'un cap fals durant la seqüència d'extracció de les dents, cada cop més difícil de detectar.

## Disponibilitat
La pel·lícula no ha rebut un llançament comercial oficial perquè Reznor volia evitar que eclipsés el protagonisme de la música, augmentant així el seu estatus mitològic en la cultura alternativa. Les cintes originals doblades a mà van ser distribuïdes per Reznor a diversos amics amb edicions implementades en determinats punts, per tal d'⁣identificar el filtrador de qualsevol còpia que pogués aflorar. Reznor, comentant a la secció "Access" del lloc web de Nine Inch Nails el 2007, va donar a entendre que Gibby Haynes va ser la responsable de la filtració més destacada. Aquesta còpia es va comerciar en cintes VHS durant anys (donant com a resultat moltes còpies de mala qualitat i d'alta generació), i més tard es va codificar en formats MPEG i AVI i es va distribuir àmpliament a través de xarxes peer-to-peer i llocs web de fans de Nine Inch Nails. En general, no són de la màxima qualitat, ja que no són còpies de primera generació.
Els vídeos musicals (sense el metratge intersticial entre les cançons) de "Pinion", "Wish", "Help Me I Am in Hell" i "Happiness in Slavery" es van fer oficialment disponibles a Closure i al lloc web oficial de Nine Inch Nails.
A Fixed (el CD de remixes de 1992 per a l'EP Broken), els remixers van emprar una mostra molt processada dels crits de Flanagan del vídeo "Happiness in Slavery" com a part del ritme de les cançons "Screaming Slave" i un remix de "Happiness in Slavery" (tot i que la mostra és molt obscura en aquest últim). Al DVD Collected que es va enviar en promoció de l'àlbum With Teeth el 2005, es mostren parts de la pel·lícula durant uns segons amb una qualitat nítida.
L'agost de 2005, es va distribuir una nova còpia de la pel·lícula a través de BitTorrent com a imatge de DVD remasteritzada. La remasterització, titulada "Broken 2.0", prové principalment d'una còpia de baixa generació de la cinta que es va enviar de manera anònima a un membre veterà de la comunitat de fans en línia; tanmateix, gran part del contingut del vídeo musical va ser substituït per imatges de més alta resolució procedents del llançament en VHS de Closure. Com totes les còpies que existien en línia abans d'aquest moment, aquesta versió no té imatges de vídeo durant "Help Me I Am in Hell", sinó una pantalla en blanc. Les pantalles de menú, un índex de capítols i l'opció d'escoltar les pistes d'àudio del CD sense efectes de so afegits són característiques diferents de "Broken 2.0".
El 30 de desembre de 2006, es va publicar una versió no oficial de la pel·lícula en una imatge de disc DVD i distribuïda a través de The Pirate Bay pel mateix usuari anònim anomenat "seed0", que havia penjat la versió en DVD filtrada de Closure. La imatge del DVD representa una millora significativa de la qualitat visual i d'àudio de "Broken 2.0" i inclou el vídeo que sovint falta per "Help Me I Am in Hell". Els aficionats han especulat que el metratge és de la cinta mestra i que el mateix Trent Reznor ho va filtrar en línia juntament amb la filtració del DVD Closure, tal com implica una publicació al seu bloc oficial el 21 de desembre de 2006, que deia: "Bones festes! Aquest és una descàrrega sense culpa (shhhh, no ho he dit en veu alta). Si sabeu del que estic parlant, guai".
El 6 de maig de 2013, tot el vídeo es va posar a disposició per a la transmissió a Vimeo a través de la pàgina Tumblr de Nine Inch Nails. Va ser eliminat per Vimeo gairebé immediatament, i la publicació de Tumblr es va actualitzar amb una al·lusió a The Pirate Bay. El juliol de 2014, el vídeo complet va tornar a Vimeo, però es va suprimir una vegada més. A partir de gener de 2020, tota la pel·lícula sense censura està disponible per veure-la quan s'hi accedeix mitjançant un enllaç ocult a la pàgina de discografia del lloc web oficial de Nine Inch Nails, que porta a una còpia a Internet Archive.